# Anouar Ayed
Anouar Ayed (Moknine, 9 de mayo de 1978) fue un jugador de balonmano tunecino que jugó de extremo derecho. Su último equipo fue el Club Africain. Fue un componente de la selección de balonmano de Túnez.
Con la selección logró la medalla de oro en el Campeonato Africano de Balonmano Masculino de 2002, en el Campeonato Africano de Balonmano Masculino de 2006,  en el Campeonato Africano de Balonmano Masculino de 2010 y en el Campeonato Africano de Balonmano Masculino de 2012.  También logró la medalla de plata en el Campeonato Africano de Balonmano Masculino de 2004 y en el Campeonato Africano de Balonmano Masculino de 2008. 
En el Fenix Toulouse HB llegó a superar los 1000 goles.

## Palmarés

### ES Sahel
- Liga de Túnez de balonmano (3): 1999, 2002, 2003
- Copa de Túnez de balonmano (2): 2000, 2014
- Liga de Campeones árabe de balonmano (1): 2001
- Liga de Campeones de balonmano de África (1): 2014

### Club Africain
- Liga de Túnez de balonmano (1): 2015
- Copa de Túnez de balonmano (1): 2015

## Clubes
- SC Moknine ( -1995)
- ES Sahel (1995-2004)
- Fenix Toulouse HB (2004-2013)
- ES Sahel (2013-2014)
- Club Africain (2014-2015)